# Journal de botanique (Russie)
Le Journal de botanique (en russe : Ботанический журнал; en anglais : Botanicheskiy Zhurnal) est une revue scientifique mensuelle russe consacrée à tous les domaines de la botanique. Elle a changé plusieurs fois de nom au cours de son histoire. Les articles sont rédigés en russe, avec aujourd'hui en plus des articles ou des résumés d'articles russes en anglais. La rédaction se trouve à Saint-Pétersbourg. Elle est traditionnellement liée à la Société botanique de Russie qui l'a publiée dès ses débuts et à l'institut de botanique Komarov. Sa publication se fait sous la responsabilité du département de biologie de l'Académie des sciences de Russie. Son abréviation ancienne était Journ.Russe.Bot.

## Historique
Le Journal de botanique a été fondé en décembre 1916 sous le nom de Journal de la Société botanique de Russie auprès de l'Académie impériale des sciences (tome I), puis est devenu le Journal de la Société botanique de Russie auprès de l'Académie des sciences (tomes II à IX) de 1917 à 1924. Il a changé de nom ensuite pour devenir le Journal de la Société botanique de Russie auprès de l'Académie des sciences d'URSS (tomes X à XIII) de 1925 à 1928, puis est devenu le Journal de la Société botanique de Russie (tomes XIV à XVI) de 1929 à 1931 et ensuite le Journal de Botanique d'URSS (tomes XVII à XXXII) de 1932 à 1947. Depuis le tome XXXIII (1948), il s'intitule simplement le Journal de botanique.
Il est édité par la société d'éditions Naouka (Наука, prononcé [naúka]; Nauka en anglais), ce qui signifie « science » en russe, qui est un organe de l'Académie des sciences de Russie. Son rédacteur en chef est le professeur Rudólf V. Kaméline. La lecture en ligne de ses contenus rédactionnels se fait sur inscription au site elibrary.ru

## Adresse
- Редакция "Ботанического журнала", Санкт-Петербургская издательская фирма "Наука" РАН, Менделеевская линия, 1. Санкт-Петербург, 199034, Россия
- Rédaction du "Journal de Botanique", compagnie pétersbourgeoise Naouka (RAN), Mendeleïevskaïa linia, 1. Saint-Pétersbourg, 199034, Russie
- Téléphone de la rédaction: 007 / (812) 3286291
- Téléphone du comité éditorial: 007 / (812) 3463665

## Source
- (ru) Cet article est partiellement ou en totalité issu de l’article de Wikipédia en russe intitulé « Ботанический журнал » (voir la liste des auteurs).